# Dongshan (Yilan)
Dongshang (chinos tradicionales: 冬山; pinyin: Dōngshān; Wade-Giles: Tungshan; taiwanés: Tang-soaⁿ; hakka: Tûng-sân-hiông) es un pueblo de Taiwán que se halla situado en el centro de Yilan. Dongshan se llamaba Dong-gua-shan ('Monte de Calabaza de China' o 冬瓜山 en chinos tradicionales) antiguamente por una monte que se parece a una calabaza de China por aquí. Ahora el nombre Dong-gua-shan es usado en taiwanés todavía.

## Atracciones
- Lago de Flor de Ciruelo (梅花湖)
- Templo de San-Ching (三清宮): La mayor altar del taoísmo en Taiwán.
- Museo de Cometa (冬山風箏博物館) y Festival de Cometa (冬山風箏節)
- Cascada de Xin Liao Archivado el 15 de julio de 2009 en Wayback Machine. (新寮瀑布)